# Adriaan van der Veen
Adriaan van der Veen (Venray, 16 december 1916 - Den Haag, 7 maart 2003) was een Nederlands schrijver, journalist en recensent.

## Levensloop
Van der Veen schreef zijn eerste proza voor het literair tijdschrift Groot Nederland. Jan Greshoff hielp hem aan een baan als journalist bij het tijdschrift Hollandsch Weekblad. In 1940 ging hij naar de Verenigde Staten als correspondent voor Het Vaderland.
Na de Tweede Wereldoorlog kwam hij in 1946 terug naar Nederland en ging werken als redacteur letteren bij de Nieuwe Rotterdamsche Courant, een van de twee voorlopers van NRC Handelsblad. Van 1946 tot 1949 was Van der Veen redacteur van het literaire tijdschrift Criterium.

## Prijzen
- 1953 - Lucy B. en C.W. van der Hoogt-prijs voor Het wilde feest
- 1966 - Anna Blaman Prijs voor Een idealist
- 1976 - Vijverberg-prijs voor In liefdesnaam

## Publicaties
- 1938 - Geld speelt de grote rol (verhalen)
- 1938 - Oefeningen (verhalen)
- 1939 - Tusschen kantoor en archief
- 1942 - Idylle in New York (verhalen)
- 1946 - Wij hebben vleugels (roman)
- 1947 - Jacht in de diepte
- 1948 - Portrait of a Dutch poet: J. Greshoff
- 1949 - Zuster ter zee
- 1952 - Het wilde feest
- 1953 - Alibi voor het onvolkomen hart (novelle)
- 1955 - Spelen in het donker (roman)
- 1957 - De man met de zilveren hoed (novelle)
- 1960 - Maurice Roelants
- 1960 - Doen alsof (roman) (herziene uitgave 1984)
- 1962 - De boze vrienden
- 1965 - Een idealist
- 1968 - Kom mij niet te na (roman)
- 1969 - Vriendelijke vreemdeling (roman)
- 1972 - Blijf niet zitten waar je zit (roman)
- 1975 - In liefdesnaam (roman)
- 1977 - De geluksvogel
- 1980 - Niet meer bang zijn
- 1983 - Zwijgen of spreken
- 1985 - Onvoltooid verleden
- 1988 - Alvena, Amerikaanse
- 1994 - De lichte waanzin van liefde